# فرانك ميلر (سياسي)
فرانك ميلر (بالإنجليزية: Frank Stuart Miller)‏ هو سياسي كندي، ولد في 14 مايو 1927 بتورونتو في كندا، وتوفي في 21 يوليو 2000 في نفس البلد. حزبياً، نشط في حزب أونتاريو المحافظ التقدمي. وقد انتخب عضو برلمان مقاطعة أونتاريو عن دائرة Muskoka (provincial electoral district) ‏ (21 أكتوبر 1971 – 10 سبتمبر 1987) وانتخب زعيم المعارضة ‏ (2 يوليو 1985 – 22 نوفمبر 1985) وانتخب رئيس وزراء أونتاريو ‏ (8 فبراير 1985 – 26 يونيو 1985).